# Коммунистическая рабочая партия — За мир и социализм
Коммунистическая рабочая партия — За мир и социализм (аббревиатура КРП, фин. Kommunistinen Työväenpuolue – Rauhan ja Sosialismin puolesta, швед. Kommunistiska Arbetarparti – För Fred och Socialism) — финская марксистско-ленинская (просталинская) партия, основанная в 1988 году. КРП никогда не имела членов парламента и в настоящее время не имеет муниципальных депутатов. После парламентских выборов 2019 года партию снова исключили из партийного реестра.

## История

### Учреждение
Основатели КРП спорили с большинством членами газеты Tiedonantaja после того, как оно было организовано в Коммунистическую партию Финляндии (Единство) (КПФе) в 1986—1987 годах. По мнению основателей КРП, КПФ слишком дистанцировались от марксистско-ленинских идеологических принципов. Разочарованные линией КПФ, коммунисты, которые представляли районные организации КПФ в регионе Уусимаа и Турку, провели митинг в Тампере после собрания КПФ в начале июня 1987 года. На встрече была создана рабочая группа из пяти человек с задачей созвать общенациональную встречу для оценки организационного положения коммунистов. Встреча прошла в регионе Матинкюля в ноябре. Собрание решило начать подготовку к формированию новой партии и был сформирован Центральный коммунистический совет. В начале 1988 года Совет начал публиковать своих сторонников, в газету Työkansan Sanomat. Председателем Центрального совета был Тимо Лахденмяки, заместителем председателя — Хейкки Мянникко, секретарем — Юхани Ээро, а казначеем — Вяйне Хонкала.
Руководство КПФ использовало много своих средств, чтобы удержать район Уусимаа на главной линии партии. При подготовке к собранию 1987 года руководство округа созвало собрание окружного комитета, чтобы отменить требование о создании новой партии, одобренное большинством избранного совета. Районное собрание 1988 года было подготовлено рабочей группой, сформированной Ханну Вуорио и сформированной руководством КПФ. В начале 1988 года Аудиторский комитет КПФ направил письма избранным отделам Центрального совета с просьбой исключить этих членов из партии.
На инаугурационной встрече КРП в Вантаа в мае 1988 года присутствовали 188 коммунистов, большинство из которых представляли районную организацию КПФ в Уусимаа. Маркус Кайнулайнен, бывший член парламента, возглавлявший районную организацию в 1964—1986 годах, был главным организатором проекта КРП. Членов партии назвали каияонистами (kainuslaisiksi). Помимо Кайнулайнена, Мур Андерссон и Тауно Валлендар входят в число бывших членов старого Центрального комитета Объединённой КПФ.
Сторонники Центрального совета из Южной Остроботнии организовали 24 марта митинг в Теува, Перяля, на котором присутствовало около 30 человек из региона Вааса. На своем ежегодном собрании 1 апреля 1988 года организация « Работа по войне и антифашизму» поддержала партийный проект. Среди организаций КПФ, Центральный совет поддержали, в частности, Региональная организация Порвоо и Департамент Порвоо Несте.
Сторонники Центрального совета коммунистов составили большинство на ежегодном собрании Ассоциации трезвенников в регионе Сотанкюля в начале 1988 года. Виири контролировал большую часть владений КПФ в районе Уусимаа. Виири расторгла договор аренды районного офиса КПФ на основании идеологических и политических разногласий и отказалась платить долги, которые район начал взыскивать через суд. Офис партии КРП получил помещение от Виири в Тиккурила.

### Ранние годы
В начале 1990-х КРП выступила против воссоединения Германии. В январе 1991 года КРП поддержала меры советских вооруженных сил в Литве.
Электрик из Вантаа Ханну Харью был избран председателем Девятого съезда партии в 1997 году который отказался от задания, выбранной на первом собрании Тимо Лахденмяки оставил работу после переезда в Швецию.
В 2002 году КРП распалась из-за альянсов. Центральный совет партии отклонил 18-9 переход к огранзиации Силы перемен Финляндии. Избирательной организации за перемены, которая стремилась объединить как правых, так и левых противников ЕС. Убыточная линия была особенно поддержана в районной организации Хельсинки, которая присоединилась к новой партии и полностью отделилась от КРП. К выходу из партии разрешили, в частности, партийному секретарю Хейкки Мянникко, Рейо Катаяранта и бывшему вице-президент Пекка Тиайнен. 14 сентября 2002 года изгнанный основал Коммунистическое объединение, которое позже было переименовано в Коммунистический Союз. КРП держалась на расстоянии от своих бывших товарищей, которые первоначально частично сотрудничали с КПФ.

### Избирательные союзы с СКС
На муниципальных выборах 2004 года КРП получила общенациональную огласку, когда подразделения партии Турку и Райсио сформировали предвыборный альянс с националистической и крайне правой Народной партией синих и белых Финляндии во главе с Олави Мяенпяя. Председатель КРП Ханну Харью счел эти дела местной «самовольностью». Избирательные союзы не обсуждались в центральных органах партии, и КПФ подала в отставку, не объявив трех своих кандидатов. Активист KРП в Турку Эско Луукконен назвал избирательные коалиции чисто техническими. КРП получила 25 голосов в Турку и 16 голосов в Райсио. Луукконен, который после выборов выпал из всех ответственных постов в КРП, ушел из предыдущих организации.

### 2010-е
Партия была исключена из партийного реестра в третий раз после парламентских выборов 2011 года но перерегистрирована в августе 2012 года после того, как она собрала необходимые 5,000 подписей сторонников.

### 2020-е
Партия была исключена из партийного реестра в четвёртый раз после парламентских выборов 2019 года

## Политика
Основатели КРП были сторонниками оппозиции бывшей Коммунистической партии Финляндии и её наиболее радикальном в идеологическом плане крыла, и, таким образом, партия является продолжением так называемого боевого движения.
В 1980-х годах КРП критиковала чрезмерную приверженность Движения информаторов цивилизации и культурным людям. По данным Центрального совета коммунистов, с конца 1970-х годов эти группы «не могли противостоять давлению буржуазного общества на коммунистов». Было замечено, что это привело к «отходу от первоначальных целей движения».
В 2003 году КРП выступила против предложения о создании провинциальных сил, поскольку партия заявила, что намерена создать "новые охраняемые муниципалитеты " (запрещенные Парижским мирным договорам 1947 года).

### Европейский Союз
KРП выступает против членства Финляндии в Европейском Союзе и требует её выхода из Союза. Уже на учредительном собрании в 1988 году KРП заявила о своем противодействии углублению европейской интеграции и членству Финляндии в Совете Европы. KРП также выступила против присоединения к Европейской экономической зоне. В 1992 году KРП опубликовала книгу Пекки Тиайнена « Почему не Европейское сообщество, почему не Европейский Союз?».
KРП также считает участие в европейских выборах поддержкой ЕС и бойкотирует все европейские выборы, проводимые в Финляндии. На выборах 1999 года Пекка Тиайнен, член руководства KРП, баллотировался в список КПФ, но KРП осудила эту процедуру. В 2004 году Työkansan Sanomat подверг критике (изменил свою позицию на против) народный фронт, выступающий против ЕС, опубликовав отрывок из декларации Фронта 1996 года, в которой он отказался «поддерживать ЕС каким-либо образом» и призвал к бойкоту выборов. В 2013 году KРП поддержала инициативу граждан покинуть ЕС и призвала своих сторонников собирать подписи.

## Отношения с другими партиями
Согласно Центральному совету, ещё в 1970-х годах третий линейизм принял «формы, настолько противоречащие коммунистическим принципам, что наше движение должно было вмешаться в них». Однако этого не произошло, и такое «шаткое отношение к примату идейно-политической основы партии» привело к " усилению правой линии " и отделению классового меньшинства от партии. По мнению Центрального совета, после увольнения он должен был «сосредоточиться на развитии собственной партийной деятельности и организации», но руководство движения решило создать КПФ (единство), символ единства, который Центральный совет считал «нереальным». По данным Центрального совета, КПФ находилась в «функциональном застойном состоянии», потому что " центральное " руководство партии не могло дать «научную оценку ситуации в партии». Централизм проявился в «принятии желаемого за действительное единство без марксистско-ленинского содержания», а также в «бесплодном» посредничестве.
Согласно KРП, принципы текущего КПФ не соответствуют требованиям научного социализма, потому что в КПФ отсутствуют марксистско-ленинская теория и классовый анализ. Когда была создана KРП, КПФ поддержала реформы Михаила Горбачёва, то есть перестройку, которая, по мнению KРП, носила антисоциалистический и марксистско-ленинский характер. Из-за разногласий KРП не считает возможным объединение сторон. КПФ попросил KРП перерегистрировать партию, но KРП отклонила эту идею. Однако KРП сотрудничал с КПФ. Партии сформировали технические избирательные союзы на парламентских, муниципальных и кооперативных выборах. После муниципальных выборов 1999 года представители KРП и КПФ сформировали объединённую группу коммунистического совета в Кеми.
Осенью 2006 года Союз коммунистов и его союзники основали Рабочую партию Финляндии (КРФ). На парламентских выборах 2007 года KРП была в избирательном союзе с КРФ в одном округе, а на муниципальных выборах 2008 года — в одном муниципалитете.
С лета 2015 года КРП, КПФ и Коммунистический союз организовывали встречи для обсуждения коммунистического сотрудничества. По итогам событий были приняты совместные заявления, призывающие к отставке совета директоров Sipilä и поддержке профсоюзным движением сотрудников Posti.

## Организация
| Стулья                   |                    |
| 1988-1997                | Тимо Лахденмяки    |
| 1997-2016 гг.            | Ханну Харью        |
| 2016-                    | Микко Вартиайнен   |
| Секретари — генеральные  |                    |
| 19xx — 2002 г.           | Хейкки Мянникко    |
| 2002-20xx                | Ханну Туоминен     |
| 201x-                    | Томи Мякинен       |
| Заместители председателя |                    |
| 1988-? ?                 | Юхани Ээро         |
| 1988-? ?                 | Ханну Туоминен     |
|                          | Пекка Тиайнен      |
| ???? — 2002              | Рейо Катахаранта   |
| ???? — 2003              | Марья Эронен       |
| 2002-2006 гг.            | Вяйнё Хонкала      |
| 2006-2008 гг.            | Олли Краннила      |
| 2003-2010                | Пиркко Эзевузи     |
| 2008-2016                | Микко Вартиайнен   |
| 2010-20xx                | Пирьо Саастамойнен |
| 2016-                    | Ханну Харью        |
| ? ? -? ?                 | Ярмо Кнуутила      |
| ? ? -                    | Кайса Лайне        |

Высшим директивным органом КРП является Ассамблея, которая в настоящее время собирается каждые два года. Собрание избирает руководство партии и центральный совет, который избирает политическую комиссию.
Молодёжная организация партии Коммунистическая молодежь — КРП (КН-КРП) была основана в начале 2018 года. КН-КРП, помимо прочего, организовала летние лагеря, занятия в клубах и пропагандистскую работу. Организация принимала участие в летних фестивалях Коммунистического союза молодежи Греции и во встречах европейских коммунистических молодёжных организаций.
Члены партии должны регулярно участвовать в партийной деятельности. Причиной исключения из партии, может быть низкая активность.
В 1991 году председатель Лахденмяки сказал, что в КРП меньше тысячи членов и 70 отделов. В 1992 году КРП объявила, что в ней насчитывается более тысячи членов. Газета Helsingin Sanomat сообщила о 400 членах в 2003 г.

### Партийные собрания
- Учредительное собрание KTP 21 мая 1988 г., Вантаа, профессиональная школа Тиккурила[45]
- 2-я Ассамблея KTP, 1990 г., Вантаа
- 3-я Ассамблея КТП с 1 по 2 июня 1991 г. в Оулу[46]
- 4-я Ассамблея КТП 6-7 июня 1992 г. Тампере[47]
- Шестая Ассамблея КТП 1995 г.
- Восьмая Ассамблея КТП 26 мая 1996 г.
- 9-я Ассамблея KTP, 24-25 мая 1997 г., Нокиа
- 10-я Ассамблея КТП 23-24 мая 1998 г.
- 11-я Ассамблея КТП 1999 г. Хямеенлинна
- 12-я Ассамблея КТП 26-27 мая 2000 г., Лахти
- 13-я Ассамблея КТП 2001 г., Лахти
- 14-я Ассамблея KTP 25-26 мая 2002 г., Хаухо
- 15-я Ассамблея КТП ? .5.2003
- 16-я Ассамблея КТП 29 мая 2004 г.
- 17-я Ассамблея КТП 2006 г.
- 18-я Ассамблея КТП 1 июня 2008 г.
- 19-я Ассамблея представителей КТП 29-30 мая 2010 г. Порвоо
- 20-я Ассамблея KTP 26-27 мая 2012 г.[48] Порвоо, Центр лагеря Овик
- 21-я Ассамблея КТП 10-11 мая 2014 г.[49]
- 22-я Ассамблея КТП, 7-8 мая 2016 г., Порвоо[50]
- 23-я Ассамблея КТП 19-20 мая 2018 г. Хельсинки[51]
- 24-я Ассамблея KTP 12-13 сентября 2020 г. Сауво[52]

## Международные отношения
КРП участвовала в деятельности Инициативы коммунистических и рабочих партий, объединявщей коммунистические партии Европы. Офис Секретариата Инициативы в Афинах находился в ведении Коммунистической партии Греции (КПГ)., чьи заявления часто публикуются в газете Työkansan Sanomat и на сайте партии. Следуя линии КПГ, КРП рассматривает партию «Европейские левые» как механизм, «основной целью которого является увести коммунистические партии от её принципов».
КРП тесно сотрудничает с Российской коммунистической рабочей партией (РКРП-КПСС), возглавляемой Виктором Тюлькиным.
Совместно со Шведской Компартией, Норвежской Компартией и с Датской Компартией организовали на собрании движение коммунистических партий стран Северной Европы . КРП участвовала в конференциях коммунистических партий в зависимых районах и в их совместных заявлениях вместе с КПФ, Компартией Швеции и Коммунистической партией Российской Федерации . КРП проявила солидарность и приняла участие в ежегодных семинарах коммунистической партии, организованных Партией труда Бельгии.
КРП организовывает ежегодные поездки членов на Фестиваль памяти Октябрьской революции в Санкт-Петербурге. Туристы участвовали в торжествах и шествиях, а также вели обсуждения с Российской коммунистической рабочей партией. В 2000 году Ханну Харью, председатель КРП, был единственным иностранным спикером на мероприятии, проводившемся на Дворцовой площади, когда он поприветствовал участников своей партии. По словам Харью, «революция показала, что рабочий класс может жить без капиталистов».
КРП поддерживает Корейскую Народно-Демократическую Республику и развитую в стране идеологию чучхе. Члены партии принимают участие в корейской деятельности, а статьи в поддержку северокорейской политики публикуются в газете Work People’s Newspapers. Делегация КРП совершила партийные визиты в Северную Корею. Взгляды КРП часто публиковались в новостях официального информационного офиса KCNA Народной Республики. В 2000 году КРП организовала праздничный семинар, посвященный 55-летнему пути Корейской Рабочей партии, на котором присутствовал Рим Хуэй Бок, руководитель отдела международного отдела Рабочей партии. КРП опубликовал труды Ким Чен Ира в виде буклетов. Председатель КРП Ханну Харью посетил Корею по приглашению Корейской рабочей партии в сентябре 2010 года. В ходе обсуждений он выразил поддержку своей партией песни Ким Чен Ира, то есть армии прежде всего. В декабре 2011 года КРП направила рабочей партии письмо с соболезнованиями в связи со смертью Ким Чен Ира. Согласно КРП, уважаемый лидер заслужил «большое уважение», поскольку Ким «действовал бескорыстно на благо своего народа и поддерживал укрепление международного коммунистического движения и борьбу мирового рабочего класса».
По словам основателей партии, мы пережили «эпоху перехода от капитализма к социализму» и «опытом и достижениями реального социализма» к 1988 году подтвердили, что «будущее трудящихся — в социализме». У партии не было официальных отношений с Коммунистической партией Советского Союза и КПСС выступила против создания КРП. В начале 1991 года КРП подсчитала, что цели, позиции и задачи социализма в Советском Союзе были отвергнуты. В сентябре 1991 года центральный совет партии выступил с заявлением, в котором говорилось, что КПСС «в последние годы тормозила коммунистическое идеологическое и политическое развитие». По мнению КРП (1998), «оценки, сделанные в Советском Союзе в 1970-х и 1980-х годах относительно характера эпохи и хода революционного процесса», больше не были «правильными и реалистичными».
В начале 1990-х годов партия провела двусторонние встречи с мурманскими, шведскими и немецкими коммунистами. Партия участвовала в международных встречах и поддерживала контакты с партиями в разных странах. Распоряжения сторонника Рабочей партии коммунистов (РПК) Риктпунктен передавались через партийный офис КРП. Четвёртое партийное собрание КРП приветствовали РПК, представитель которой присутствовал на собрании, и Коммунистическая партия Германии (КПГ), которая письменно пожелала партии успехов.
КРП поддерживает борьбу Коммунистической партии Филиппин / Новой народной армии против правительства Филиппин. Партия также оказала поддержку партизанскому движению FARC-EP в Колумбии.
После закрытия Инициативы коммунистических и рабочих партий, приняла участие в создании Европейского коммунистического действия.

## Газеты
Основным сторонником KTP является издание Työkansan Sanomat, которое издается 14 раз в год и названо в честь газеты КПФ, издававшейся в 1940-х и 1950-х годах. Главным редактором журнала с 2015 года является Рауно Линтунен, которому предшествовали Ханну Туоминен, Марья Эронен, Рейо Катахаранта и Юхани Эеро.
КРП ранее имел получасовую программу еженедельного рабочего в то Народного радио местного радио ассоциации в столичном регионе. Программа началась осенью 1993 года.
Партия начала вести веб-сайт в 1990-х годах. С 2005 года страницы находятся на ktpkom.fi.

## Выборы
| Счет                 |                |             |             |
| Выборы парламента    |                |             |             |
| Год                  | Представление  | Голосование | Голосование |
| 1991 г.              | 0              | 6 201       | 0,22 %      |
| 1995 г.              | 0              | 4 784       | 0,17 %      |
| 1999 г.              | 0              | 3 455       | 0,13 %      |
| 2003 г.              | 0              | 2 908       | 0,10 %      |
| 2007 г.              | 0              | 2 007       | 0,07 %      |
| 2011 г.              | 0              | 1 575       | 0,05 %      |
| 2015 г.              | 0              | 1 100       | 0,04 %      |
| 2019 г.              | 0              | 1 240       | 0,03 %      |
| Муниципальные выборы |                |             |             |
| Год                  | Авторизованный | Голосование | Голосование |
| 1992 г.              | 1              | 4 828       | 0,18 %      |
| 1996 г.              | 3              | 4 483       | 0,19 %      |
| 2000 г.              | 2              | 2 314       | 0,10 %      |
| 2004 г.              | 1              | 1 248       | 0,05 %      |
| 2008 г.              | 0              | 1 063       | 0,04 %      |
| 2012 г.              | 0              | 704         | 0,03 %      |
| 2017 г.              | 0              | 702         | 0,03 %      |

КРП участвует в парламентских и муниципальных выборах по собственному списку. Партия также участвовала в выборах профсоюзов и кооперативов. Партия бойкотировала европейские выборы . КРП в настоящее время больше не имеет муниципальных советников. Партия всегда отставала от мест в парламенте.
КРПучаствовала в президентских выборах 1994 года, назначив Пекку Тиайнена . Как непарламентская партия, КРП пришлось собрать 20,000 подписей, чтобы сформировать ассоциацию округа. Проект проводился под символикой Народного фронта антиЕК. Тиайнен получил 7 320 голосов (0.2 голоса) %), и он был последним среди одиннадцати кандидатов. На президентских выборах 2006 г. КРП не поддержала ни одного кандидата . В 2012 году КРП не выдвинула кандидата, и в заявлении партии поддержана передача президентских выборов в парламент.
На парламентских выборах КРП выдвинула кандидатов во всех округах. В 2007 году от партии было всего 60 кандидатов со средним возрастом 55,6 года. КРПсформировала предвыборные союзы с EVY, EKA, Экологической партией КПФ и РПФ .
На муниципальных выборах КРП выдвинула кандидатов в лучшем случае в 45 муниципалитетах (1992 г.). На выборах 2008 года партийный список был замечен в 27 муниципалитетах. Представители КРП были избраны в советы Нокиа (1992/1996), Ристиярви (1996/2000) и Кеми (2000/2004). Самая высокая поддержка за всю его историю (7,3 %) партия выиграла выборы в Ристиярви в 2000 году. КРП участвовала в муниципальных выборах 1988 г. по спискам Демократической партии.
Пекка Тиайнен входил в наблюдательный совет Elanto из списка КРП в 1991—2003 годах. В 1991 году КРП получила два места в Представительском совете, а в 1995 году — одно. В 1999 году КРП была в списке Elanto — коммунисты и демократы (1026 голосов), а на выборах 2003 года партия сформировала Избирательный альянс рабочего кооперативного движения (ПКТ и некоммерческое движение) (1420 голосов). На выборах 1999 года список KTP сформировал кольцо избирательного округа со списком КПФ. Сотрудничество не шло гладко, поскольку КПФ обвинила КПФ в «введении в заблуждение» учебного мероприятия, которое, как было сочтено, привело к отмене собственного предвыборного мероприятия КРП. На выборах 2008 года партия была в том же списке, что и КПФ. В 2012 году список назывался «Коммунисты и прогрессисты, КПФ и КРП» . В 2016 году КРП, КПФ и Союз коммунистов участвовали в выборах как «Избирательный альянс коммунистов и прогрессивных кооперативов».
В 2004 году Избирательный альянс крп участвовал в выборах Tradeka в шести округах. Списки набрали 2179 голосов и 1,6 процента голосов, но партия не получила мест в Палате представителей.
Пекка Тиайнен был членом городского совета Вантаа в 1985—1992 годах. На выборах 1984 года он был избран из Объединённого списка коммунистов и демократов, а в 1988 году — из списка Демократического варианта. На муниципальных выборах 2000 года Тиайнен получил 15 голосов от городского совета Хельсинки . Партия подала жалобу в Административный суд Хельсинки с требованием возобновить выборы из-за проблем с предварительным голосованием. Согласно КРП, почтовые отделения перед выборами были сокращены в основном из районов с низким доходом, «где поддержка Избирательного альянса была выше, чем в среднем для Helsinki Welfare (КРП, КПФ, VEV)». Таким образом, жилые районы с низкими доходами были «поставлены в неравное положение», что «снизило права кандидатов с низкими доходами». В других жалобах упоминались конверты и бюллетени для голосования в «открытых» постах, а также отказ в голосовании из-за плохо запечатанных конвертов.
В 2000 году список КРП получил 2,2 процента голосов на федеральных выборах химической ассоциации. Результат озаглавил один представитель.